# Caryophylliidae
Die Caryophylliidae sind eine Familie der Steinkorallen. Zu den etwa 300 Arten gehören neben tropischen, großpolypigen Steinkorallen auch die in gemäßigten Meeren bis in großer Tiefe lebenden Kaltwasserkorallen der Gattungen Lophelia. Die früher in die Familie gestellte Unterfamilie Euphylliinae wurde von Veron in den Rang einer Familie erhoben. Einige Caryophylliidae-Arten leben mit Zooxanthellen in Symbiose und beziehen von ihnen den Hauptteil der benötigten Nährstoffe, andere sind azooxanthellat (ohne Zooxanthellen) und ernähren sich ausschließlich durch den Fang von Plankton. Die Korallenkolonien bestehen oft nur aus wenigen Polypen.
Die Familie ist wahrscheinlich polyphyletisch, ihre Monophylie wird nicht durch moderne molekularbiologische Analysen bestätigt. In die Familie werden auch zahlreiche ausgestorbenen Steinkorallengattungen gestellt.

## Gattungen
- Anomocora Studer, 1878
- Asterosmilia Duncan, 1867
- Aulocyathus Marenzeller, 1904

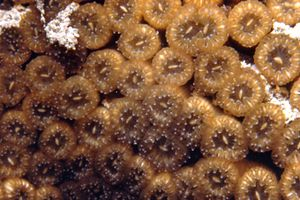
Cladocora caespitosa

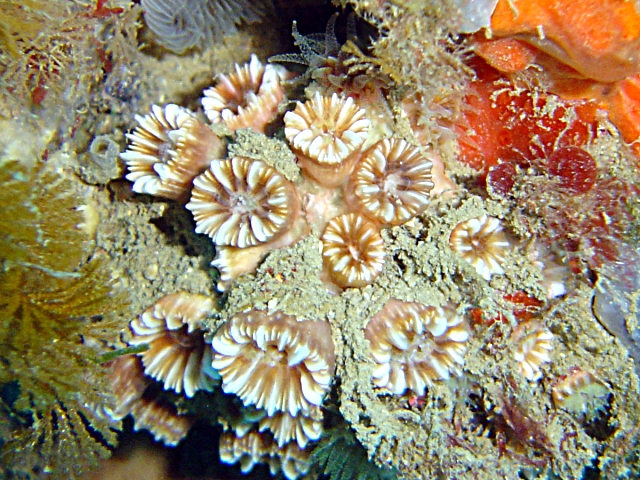
Polycyathus muellerae

- Bathycyathus Milne-Edwards & Haime, 1848
- Bourneotrochus Wells, 1984
- Caryophyllia Lamarck, 1801
- Ceratotrochus Milne-Edwards & Haime, 1848
- Cladocora Ehrenberg, 1834
- Coenocyathus Milne-Edwards & Haime, 1848
- Coenosmilia De Pourtalès, 1874
- Colangia De Pourtalès, 1871
- Concentrotheca Cairns, 1979
- Confluphyllia Cairns & Zibrowius, 1997
- Conotrochus Sequenza, 1864
- Crispatotrochus Woods, 1878
- Dactylotrochus Wells, 1954
- Dasmosmilia De Pourtalès, 1880
- Deltocyathus Milne-Edwards & Haime, 1848
- Desmophyllum Ehrenberg, 1834
- Ericiocyathus Cairns & Zibrowius, 1997
- Goniocorella Yabe & Eguchi, 1932
- Heterocyathus Milne-Edwards & Haime, 1848
- Hoplangia Gosse, 1860
- Labyrinthocyathus Cairns, 1979
- Lochmaeotrochus Alcock, 1902
- Lophelia Milne-Edwards & Haime, 1849
- Nomlandia Durham & Barnard, 1952
- Oxysmilia Duchassaing, 1870
- Paraconotrochus Cairns & Parker, 1992
- Paracyathus Milne-Edwards & Haime, 1848
- Phacelocyathus Cairns, 1979
- Phyllangia Milne-Edwards & Haime, 1848
- Polycyathus Duncan, 1876
- Pourtalosmilia Duncan, 1884
- Premocyathus Yabe & Eguchi, 1942
- Rhizosmilia Cairns, 1978
- Solenosmilia Duncan, 1873
- Stephanocyathus Sequenza, 1864
- Sympodangia Cairns & Zibrowius, 1997
- Tethocyathus Kuhn, 1933
- Thalamophyllia Duchassaing, 1870
- Trochocyathus Milne-Edwards & Haime, 1848
- Vaughanella Gravier, 1915